# Vöröses ripacsgomba
A vöröses ripacsgomba (Hypoxylon fragiforme) a Xylariaceae családjába tartozó, Európában és Észak-Amerikában honos, lombos fák (főleg bükk) korhadó törzsén élő, nem ehető gombafaj. 

## Megjelenése
A vöröses ripacsgomba termőteste félgömb vagy majdnem gömb alakú, 2-9 mm széles és 1,5-7 mm magas. Felszínét a spóratermő peritéciumok miatt apró, feltűnő dudorok borítják. Színe kezdetben szürkésfehér, majd rózsásbarna, téglavörös, idősen pedig barna, végül pedig feketés. Felszíne alatt narancsvörös szemcsék találhatók; fiatalon a peritéciumokat fehér szemcsék feltűnő rétege választja el. A peritéciumok rétege alatti legfeljebb 6 mm vastag kemény, fekete tömeg található; ez idősen a peritéciumok között felfelé nyúlik. A peritéciumok tojásdadok, átmérőjük 250-380 µm, magasságuk 450-650 µm.
Az aszkuszok 135-180 µm hosszúak és 7-10 µm szélesek. Az aszkospórák sötétbarnák, ellipszoid vagy gyakran félhold alakúak, méretük 10-15 x 4,8-6,8 µm. 

### Hasonló fajok
A barnásvörös ripacsgomba felülete simább, élénkebb vörösbarna színű, égeren és mogyorón nő. 

## Elterjedése és termőhelye
Európában és Észak-Amerikában honos. Magyarországon gyakori.  
Lombos fák (elsősorban bükk, ritkán éger, nyír, gyertyán, nyár, tölgy, berkenye vagy hárs) elhalt, még kéreggel borított törzsén, ágain él. Elöregedett termőtesteit megtámadhatja a vérvörös bibircsgomba. Egész évben látható, ősszel és tél elején termel spórákat.

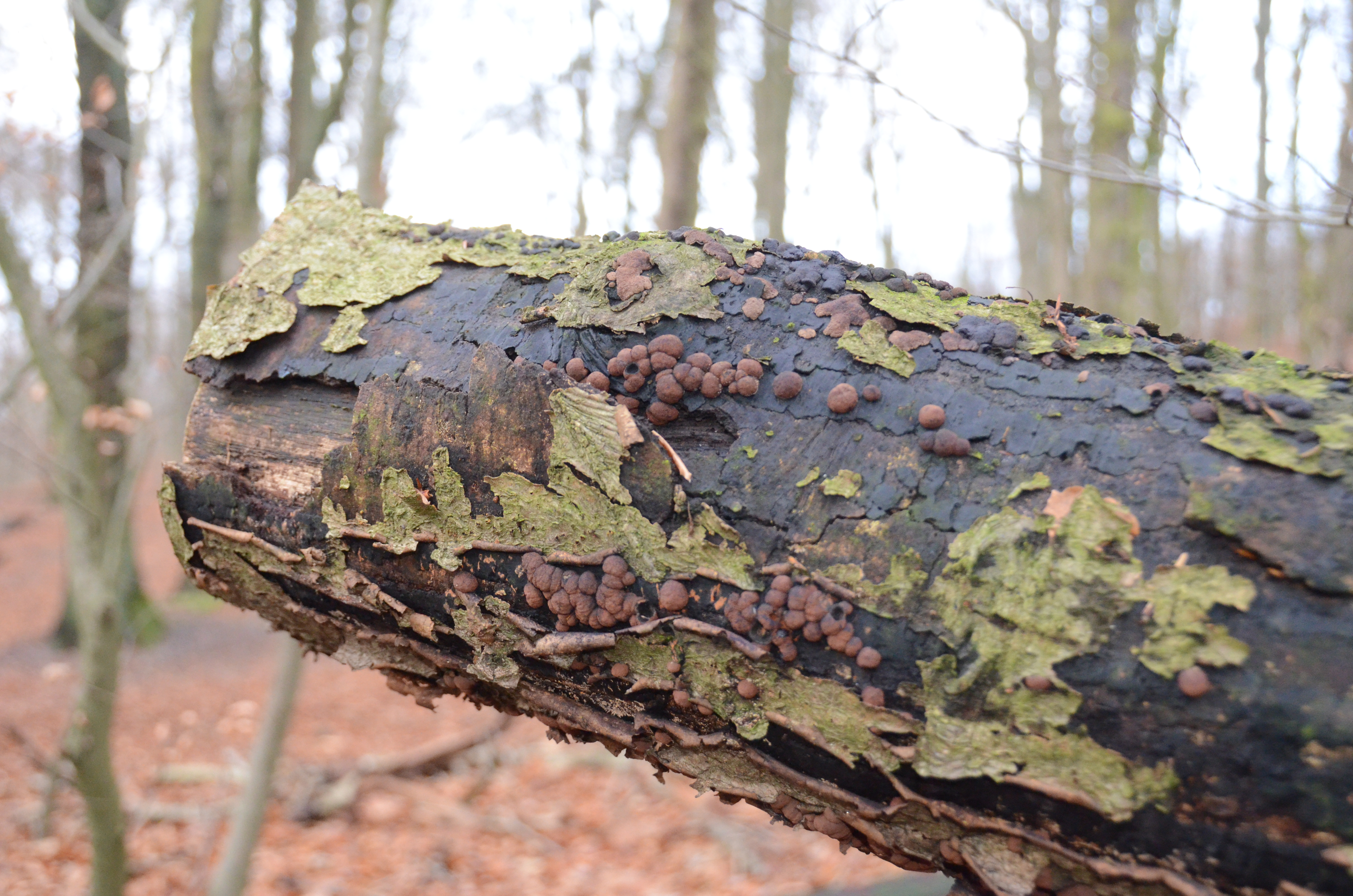
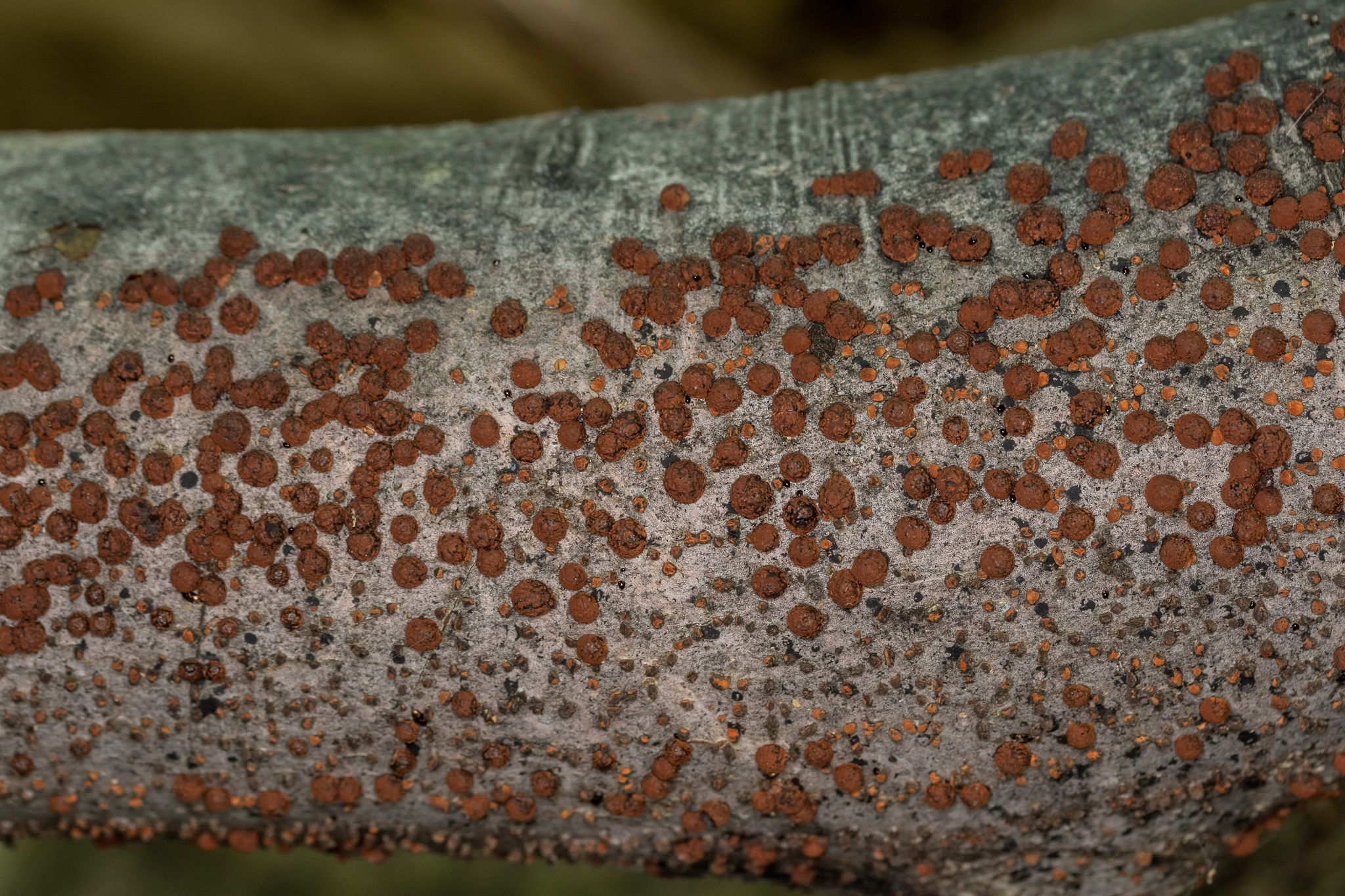
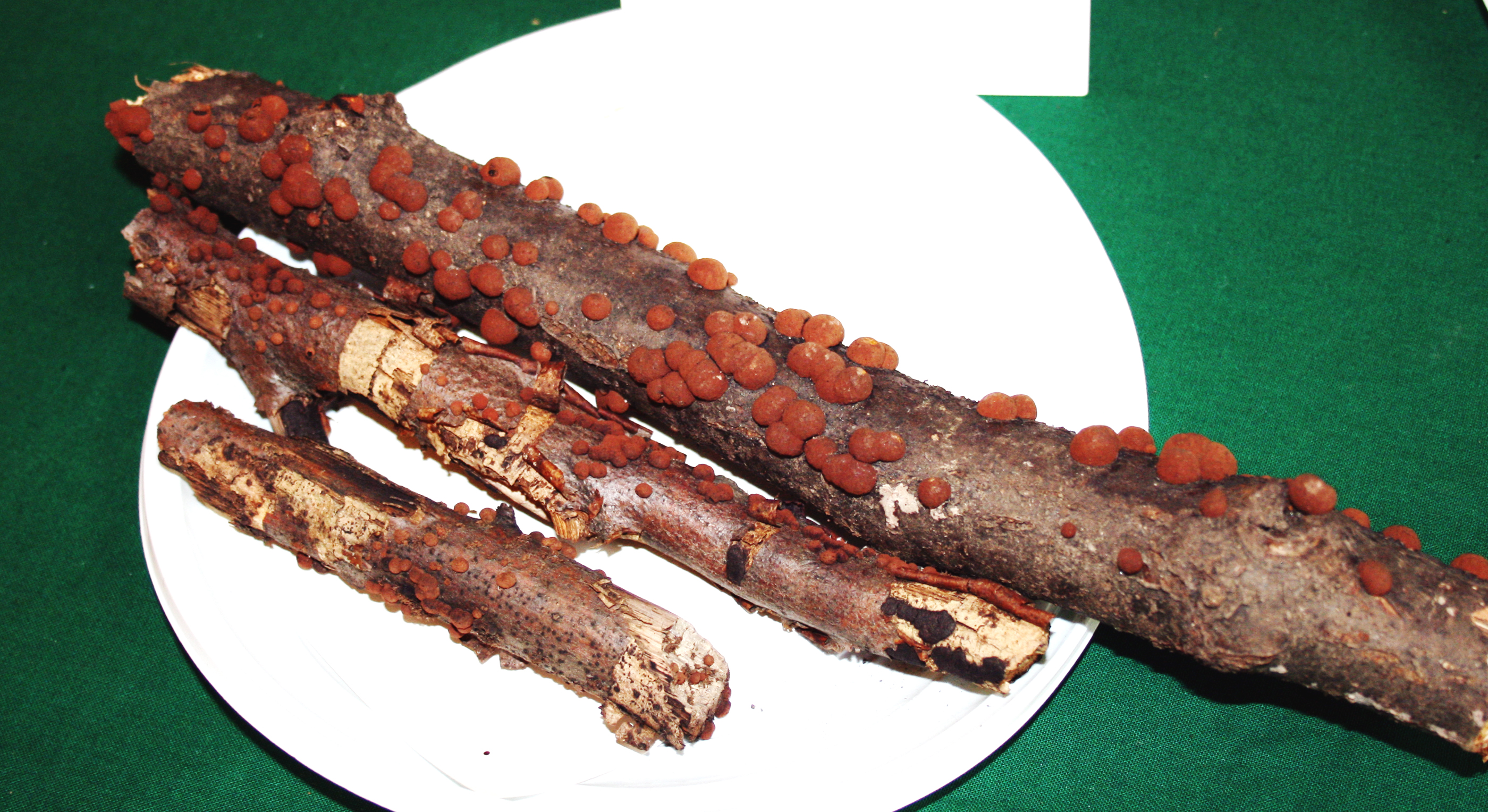
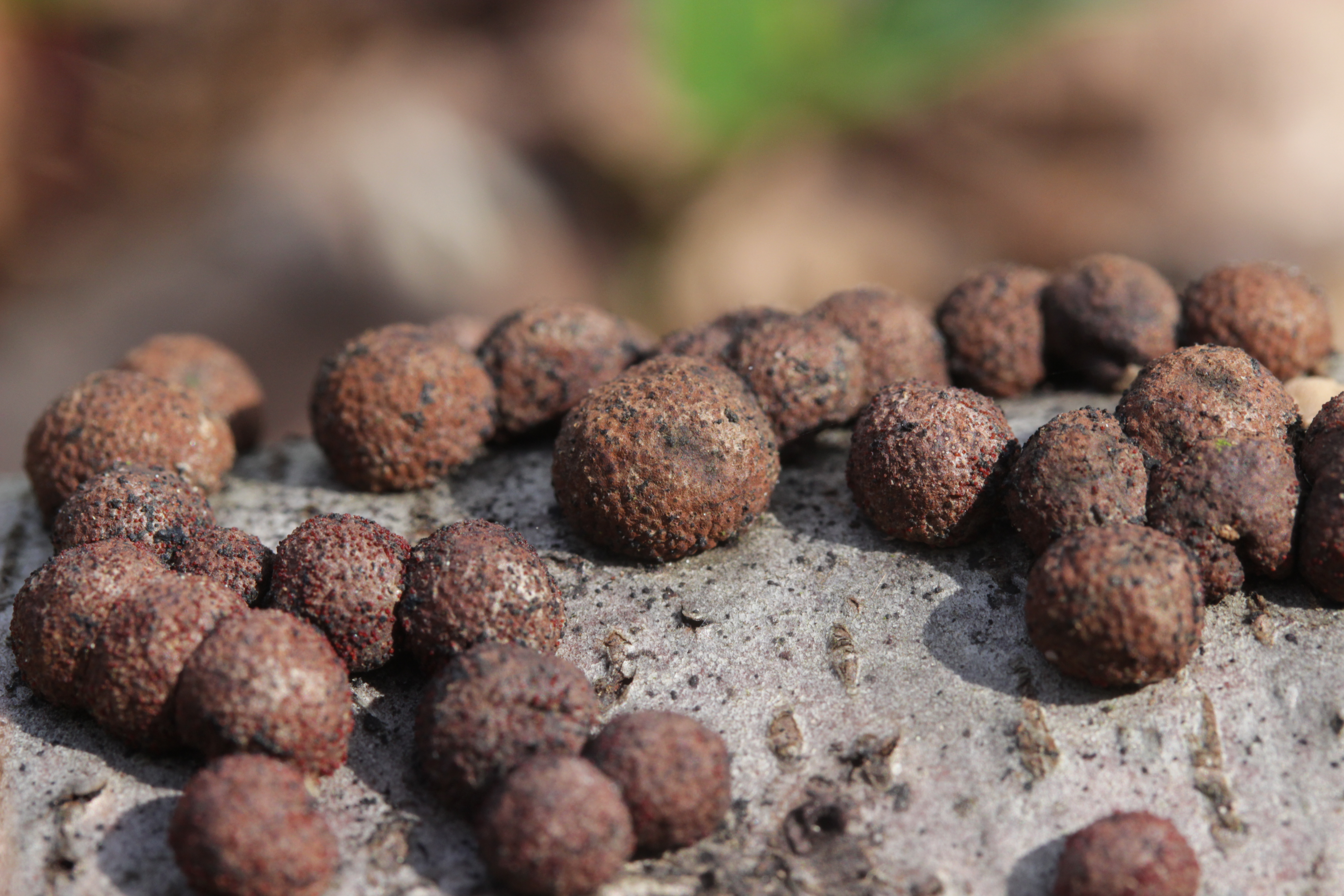
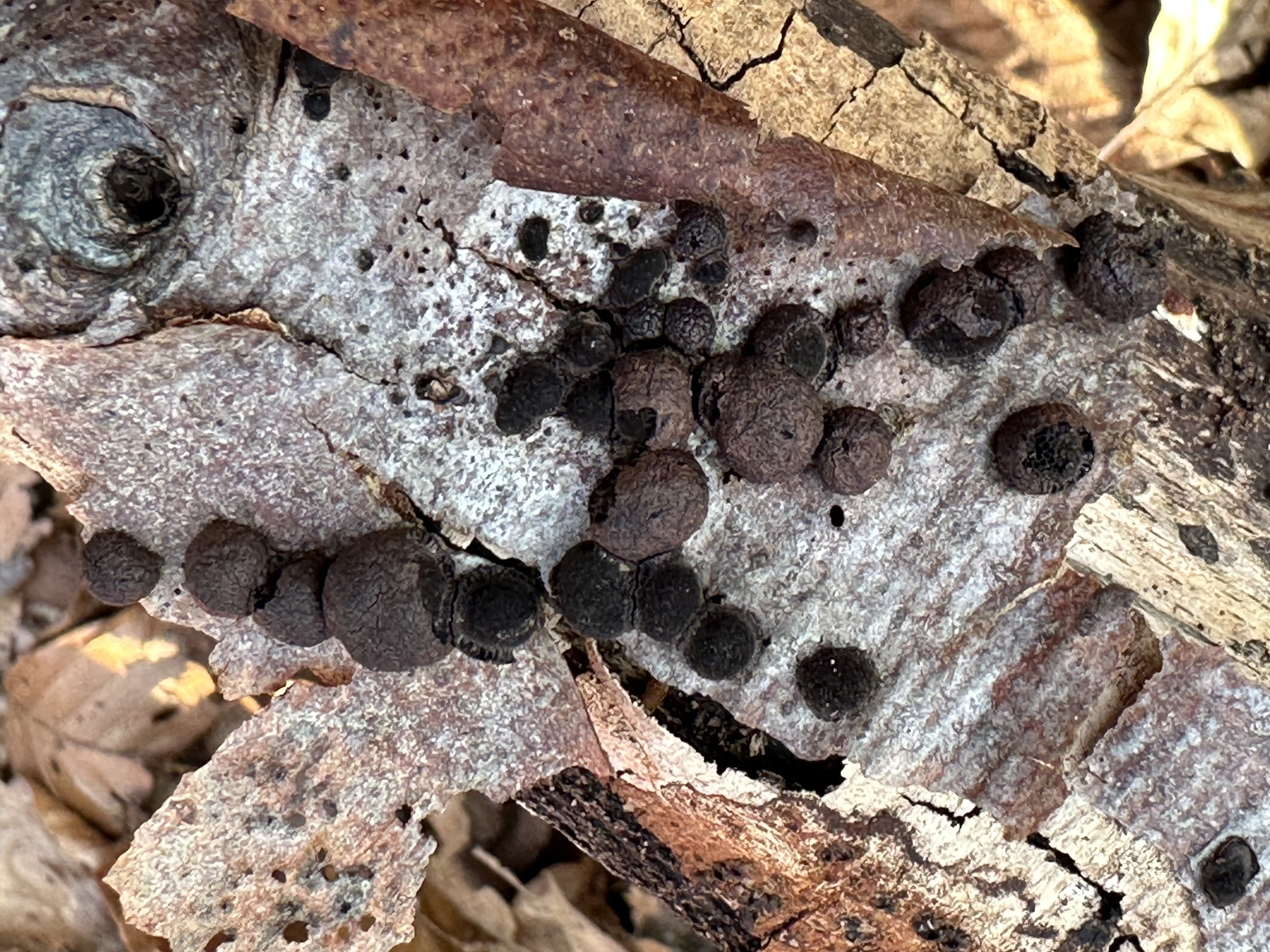

Nem ehető. 